# Demetrius Grosse
Demetrius Grosse (Washington D.C., 26 februari 1981) is een Amerikaans acteur. Hij speelde in diverse films en series, waaronder Banshee, Rampage en Fear the Walking Dead.

## Filmografie

### Film
- 2006: Sofia For Now, als postbode
- 2007: Studio, als Mr. Banks
- 2009: A Quiet Fire, als The Stranger / David
- 2010: Cartel War, als Eric Carter
- 2011: The Inheritance, als Henry
- 2011: Slice, als detective Love
- 2011: Hollywoo, als gansta
- 2013: This Is Martin Bonner, als Locy
- 2013: Battle of the Year, als Scott
- 2013: Saving Mr. Banks, als barman
- 2014: Never A Neverland, als verteller
- 2014: Counter, als Bayard Rustin
- 2015: Samaria, als Bug
- 2015: Straight Outta Compton, als Rock
- 2016: 13 Hours: The Secret Soldiers of Benghazi, als DS agent Dave Ubben
- 2018: Rampage, als kolonel Blake
- 2020: Body Cam, als Gary
- 2022: Strong Enough, als Shane
- 2024: Sound of Hope: The Story of Possum Trot, als Martin

### Televisie
- 2005: Numb3rs, als Amerikaans maarschalk
- 2005: Close To Home, als publieke verweerder
- 2006: The Unit, als bewaker
- 2006: Dexter, als sluipmoordenaar
- 2007: Dirt, als Kenny de assistent
- 2007: CSI: Miami, als Chuck Greene
- 2007: NCIS, als Atif Nukunda
- 2008: Bones, als Tucker Payne
- 2008: Heroes, als Baron Samedi
- 2008-2009: ER, als officier Newkirk
- 2010: House M.D., als Hacinte
- 2011: The Cape, als beveiliger van Marty
- 2011: Criminal Minds: Suspect Behavior, als Barry Vernon / luitenant Beasley
- 2011: How To Be A Gentleman, als officier Sims
- 2011: Shameless, als Eddie Murphy
- 2012, 2015: Justified, als Errol
- 2013-2014: Banshee, als hulpsheriff Emmett Yawners
- 2015: Complications, als Dan Brennan
- 2016: Westworld, als hulpsheriff Foss
- 2016: Game of Silence, als Terry Bausch
- 2017-2018: Frontier, als Charleston
- 2017-2018: The Brave, als CPO Ezekiel "Preach" Carter
- 2018-2019: The Rookie, als Kevin Wolf
- 2020: Lovecraft Country, als Marvin Baptiste
- 2020-2022 Fear the Walking Dead, als tweeling Emile en Josiah LaRoux
- 2020: NCIS: Los Angeles, als Raymond Lewis
- 2021-2023: Swagger, als Grant Carson
- 2022: Guillermo del Toro's Cabinet of Curiosities, als Eddie
- 2023: Spring Breakthrough, als Clark Randall
- 2024: NCIS, als Merritt Hastings
- 2025: Law & Order, als Darryl Moore

### Computerspellen
- 2011: L.A. Noire, als Jermaine Jones
- 2016: NBA 2K17, als Washington Falls
- 2019: Call of Duty: Modern Warfare, als sergeant Marcus Griggs